# Nationaal-Vooruitstrevende Partij
De Nationaal-Vooruitstrevende Partij (Sloveens: Narodno Napredna stranka), afgekort tot NNS, was een Sloveense politieke partij, die in 1900 in Gorizia werd opgericht. In 1905 fuseerde de partij met de in 1894 door Ivan Tavčar opgerichte Nationale Partij voor Krain (Sloveens: Narodna stranka za Kranjsku). 
De partij verenigde de zogeheten oud-Slovenen en jong-Slovenen, conservatief-liberalen en progressief-liberalen, rond de idee van het recht op zelfbeschikking van het Sloveense volk. Dit thema beheerste vanaf de tweede helft van de 19e eeuw de Sloveense politiek. De NNS was een antiklerikale partij, die zich vooral keerde tegen de grootste machtsfactor in de Sloveense politiek, de Sloveense Volkspartij, die gedreven werd door de Scheiding der geesten van de integralist Anton Mahnič. 
Door toenemende industrialisatie, groeiende armoede en een op gang gekomen stroom van emigranten zette ook het socialisme voet in de Sloveense kroonlanden van de Oostenrijks-Hongaarse monarchie. Als gevolg daarvan keerde de NNS zich in toenemende mate ook tegen de socialisten. 
In 1918, tijdens het uiteenvallen van de dubbelmonarchie en de vorming van de Staat van Slovenen, Kroaten en Serven, besloot de NNS te fuseren met de Nationale Partij van Stiermarken (Sloveens: Narodna stranka za Štajersko) en ging verder onder nieuwe naam Joegoslavische Democratische Partij (Sloveens: Jugoslovanska demokratska stranka). 
Toen in 1919 het Koninkrijk Joegoslavië een feit werd, ging zij op in de "Staatsvormende Partij van Democraten - Serven, Kroaten en Slovenen" (Servo-Kroatisch: Državnotvorna stranka demokrata Srba, Hrvata i Slovenaca), weldra hernoemd in Democratische Gemeenschap (Servo-Kroatisch: Demokratska zajednica). De turbulente tijd blijkt al uit de voortdurende naamswijzigingen. In 1920 voor het laatst: het wordt Democratische Partij (Demokratska stranka). In 1945 wordt de partij opgeheven.